# Sauerbornsbach
Der Sauerbornsbach ist der gut 4,7 km lange, linke Quellbach des Schwalbaches in Hessen.

## Geographie

### Verlauf
Der Sauerbornsbach entspringt im Vordertaunus südlich der Kronthaler Str. im Stadtgebiet von Königstein-Mammolshain. Sein Oberlauf wird auch Hollerbornbach genannt; manche sehen auch den Hollerbornbach als rechten und den Badbach als linken Quellbach des Sauerbornbaches an.
Der Sauerbornsbach fließt zunächst in östlicher Richtung am Schafhof (ehemals Wiesenhof) vorbei. Nach der Unterquerung der Kronthaler Str. erreicht er die Gemarkungsgrenze und wechselt auf das Gebiet von Kronberg über. Am Fuße des Kronberger Hangs liegen auf der linken Seite, von wo ihn hier der Rentbach zufließt, die Kronthaler Mineralquellen und ihnen gegenüber der kleine Sauerbornswald. Der Sauerbornsbach durchquert dann ein Gebiet, in dem sich Streuobstwiesen mit Ackerflächen abwechseln. Er ändert seine Fließrichtung nach Südosten und umfließt von der Ostseite die Großwohnsiedlung Limesstadt. Nördlich des Grumbachweges fließt ihm von der rechten Seite der Grumbach zu. Nach der Unterquerung der Schnellstraße Limesspange erreicht der Sauerbornsbach das Stadtgebiet von Schwalbach.
Er läuft hier parallel zum Wiesenweg und der Ringstraße, um sich dann südwestlich der Hauptstraße mit dem Waldbach zum Schwalbach zu vereinigen.

### Zuflüsse
- Rentbach (links), 3,0 km
- Grumbach (rechts), 2,0 km

### Flusssystem Nidda
- Fließgewässer im Flusssystem Nidda

### Ortschaften
Zu den Ortschaften an dem Schwalbach gehören, flussabwärts aufgezählt:
- Königstein-Mammolshain (Hessen)
- Kronberg (Hessen)
- Schwalbach (Hessen)

## Charakter und Daten
Der Sauerbornsbach ist ein silikatischer Mittelgebirgsbach und ein Gewässer III. Ordnung.
Wassergüte
Die Kläranlage Kronberg nutzt den Sauerbornsbach als Vorfluter und hat durch ständige Anpassungen der Abwasserreinigung die Nährstoffbelastungen immer weiter reduziert. Zur diskontinuierlichen Verunreinigung tragen die Zuflüsse aus Regenüberläufen und ungereinigte Straßenabwässer, sowie die Einleitungen aus landwirtschaftlich genutzten Flächen entlang des Baches maßgeblich bei.
Gewässerstruktur
In seiner Gewässerstruktur gilt der Sauerbornsbach in weiten Bereichen als mäßig verändert bis deutlich verändert. Im Bereich der Limesstadt und auch an seinem Unterlauf ist er stark verändert bis sehr stark verändert.
Abflussmenge
Der Sauerbornsbach hat eine mittlere Abflussmenge (MQ) von 87,4 l/s.

## Lebewesen und Schutzgebiete
Fauna
In den nährstoffarmen Wiesen mit Beständen des Großen Wiesenknopfs kommt der Dunkle Wiesenknopf-Ameisenbläuling vor. Seine Raupe lebt in den Kolonien ihres Wirtes, der Roten Gartenameise.
Flora

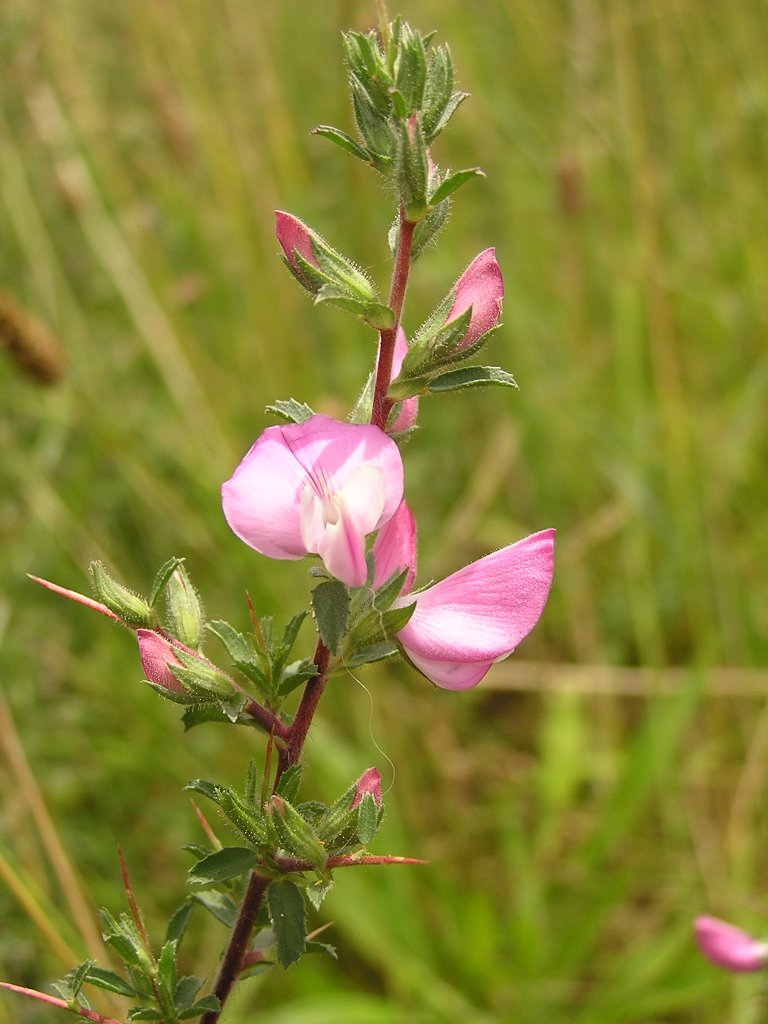
Dornige Hauhechel

Der Sauerbornsbach wird in seinem Lauf von Schwarzerlen, Weiden und Eschen gesäumt.
Im Sauerbornsbachtal kommen in den Hangbereichen mit Salbei-Glatthaferwiesen und Halbtrockenrasen u. a. die folgenden Pflanzenarten vor:
Berg-Klee, Gewöhnlicher Teufelsabbiss, Färber-Ginster, Dornige Hauhechel, Gemeines Zittergras, Aufrechte Trespe, Wald-Hahnenfuß, Dornige Hauhechel, Raues Veilchen, Knäuel-Glockenblume, Wiesen-Fuchsschwanz und Weidenblättriger Alant.
Schutzgebiet
Im Bereich zwischen der Kläranlage des Abwasserverbands Kronberg und der L 3014, nordöstlich der Limesstadt, befindet sich auf der Gemarkung von Schwalbach am Taunus das FFH-Gebiet Sauerbornsbachtal bei Schwalbach a. T. (DE 5817-303). Es wurde 2008 ausgewiesen. Das Gebiet umfasst das Sauerbornsbachtal auf etwa 1000 Meter Länge. Auf dem frischen Extensivgrünland befinden sich Feuchtbiotope und Hochstaudenfluren sowie insbesondere Vorkommen des Dunklen Wiesenknopf-Ameisenbläulings. Ehemals war die Fläche von Grünland und Streuobstflächen umgeben, die seit Mitte des 20. Jahrhunderts zugunsten von Kleingartenanlagen, Gewerbe- und Verkehrsflächen verloren gingen.